# Myotis attenboroughi
Myotis attenboroughi (Moratelli, Wilson, Novaes, Helgen & Gutierrez, 2017) è un pipistrello della famiglia dei Vespertilionidi endemico dell'isola di Tobago.

## Etimologia
L'epiteto è una dedica al divulgatore scientifico britannico David Attenborough.

## Descrizione

### Dimensioni
Pipistrello di piccole dimensioni, con la lunghezza della testa e del corpo tra 70 e 78 mm, la lunghezza dell'avambraccio tra 31,4 e 33,3 mm, la lunghezza della coda tra 32 e 35 mm, la lunghezza del piede tra 6 e 8 mm, la lunghezza delle orecchie tra 12 e 16 mm e un peso fino a 4,5 g.

### Aspetto
La pelliccia è setosa. Il colore generale del corpo è nerastro, con le punte dei peli dorsali bruno-grigiastri mentre quelli ventrali hanno la punta giallo-brunastra chiara. Le membrane sono bruno-grigiastre scure e sono attaccate posteriormente alla base delle dita dei piedi. La superficie dorsale delle ginocchia e della tibia sono prive di peli. La coda è lunga ed inclusa completamente nell'ampio uropatagio, il quale non presenta frangiature sul bordo libero. 

## Biologia

### Alimentazione
Si nutre di insetti.

### Riproduzione
Sono state catturate femmine gravide nel mese di aprile.

## Distribuzione e habitat
Questa specie è conosciuta soltanto sull'isola di Tobago. Potrebbe essere presente anche sull'isola di Trinidad

## Conservazione
Questa specie, essendo stata scoperta solo recentemente, non è stata sottoposta ancora a nessun criterio di conservazione.